# Les Boloss (film)
Cet article possède un paronyme, voir Boloss.
Pour plus de détails, voir Fiche technique et Distribution.
Les Boloss (The Inbetweeners Movie) est une comédie britannique réalisée par Ben Palmer, sortie en 2011.
Ce film est tiré de la série télévisée Les Boloss : Loser attitude, créée par les scénaristes Iain Morris et Damon Beesley en 2008.

## Synopsis
Will, Simon, Jay et Neil décident de passer leurs vacances en Crète, à la « chasse » au sexe. 

## Fiche technique
- Titre original : The Inbetweeners Movie
- Titre français : Les Boloss
- Réalisation : Ben Palmer
- Scénario : Iain Morris et Damon Beesley, d'après leur création des personnages (2008)
- Direction artistique : Lucienne Suren
- Décors : Dick Lunn
- Costumes : Rose Dias
- Montage : Charlie Fawcett et William Webb
- Photographie : Ben Wheeler
- Production : Christopher Young
- Sociétés de production : Film4 Productions, Bwark Productions, Young Films
- Sociétés de distribution : ARP Sélection (France), Entertainment (Royaume-Uni), Maple Pictures (Canada)
- Budget : 3 500 000 de livres[réf. nécessaire]
- Pays de production : Royaume-Uni
- Langue originale : anglais
- Format : couleur – 1.85 : 1 – 35 mm – Dolby SRD
- Genre : comédie
- Durée : 97 minutes
- Dates de sortie :
  - Royaume-Uni : 17 août 2011
  - France : 21 décembre 2011
  - Belgique : 1er février 2012

## Distribution
- Simon Bird (VFB : Aurélien Ringelheim) : Will McKenzie
- James Buckley (VFB : Emmanuel Dekoninck) : Jay Cartwright
- Blake Harrison (VFB : Gauthier de Fauconval) : Neil Sutherland
- Joe Thomas (VFB : David Scarpuzza) : Simon Cooper
- Emily Head (VFB : Cathy Boquet) : Carli D’Amato
- Laura Haddock (VFB : Marielle Ostrowski) : Alison
- Tamla Kari (VFB : Audrey d'Hulstère) : Lucy
- Jessica Knappett (VFB : Séverine Cayron) : Lisa
- Lydia Rose Bewley (VFB : Marcha Van Boven) : Jane
- Theo James (VFB : Marc Weiss) : James
- Anthony Stewart Head (VFB : Robert Guilmard) : M. McKenzie
- Belinda Stewart-Wilson (VFB : Nathalie Hons) : Polly McKenzie
- Robin Weaver (VFB : Rosalia Cuevas) : Pamela Cooper
- Martin Trenaman (VFB : Daniel Nicodeme) : Alan Cooper
- David Schaal (VFB : Lionel Bourguet) : Terry Cartwright
- Victoria Willing (VFB : Marie-Line Landerwyn) : Mme Cartwright
- Alex MacQueen (VFB : Franck Dacquin) : Kevin Sutherland
- Greg Davies (VFB : Patrick Donnay) : Phil Gilbert
- Henry Lloyd-Hughes : Mark Donovan

Version française
- Studio d'enregistrement : Rec'n Roll
- Studio de mixage : Cinéphase Belgique
- Adaptation : Marion Bessay
- Direction Artistique : Bruno Buidin
- Enregistrement : Pauline Matterne
- Mixage : Pascal Jimenez
- Monteur Paroles : Romain Bigorne

## Production

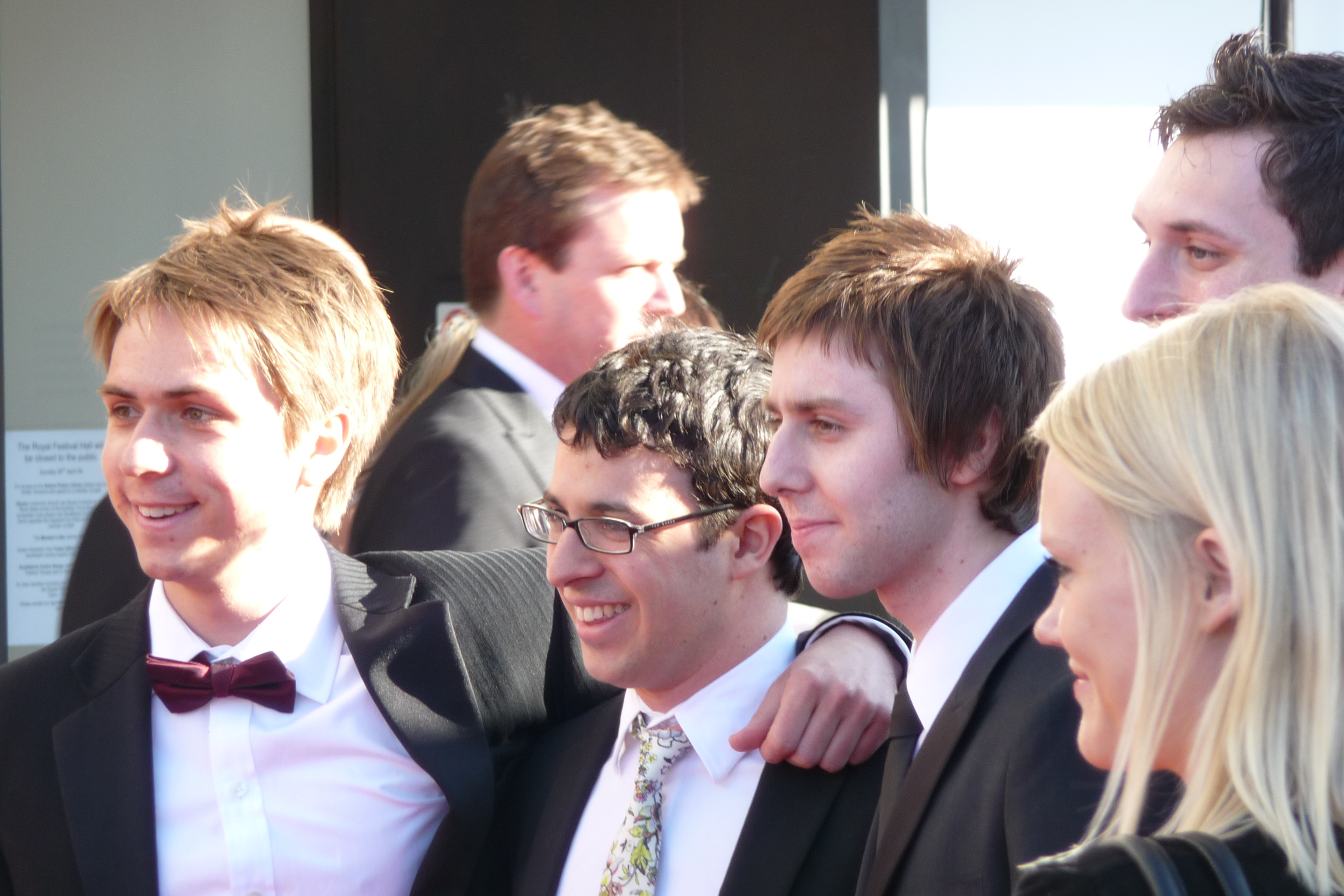
Les héros du film, Joe Thomas, Simon Bird, James Buckley et Blake Harrison au BAFTA.

En septembre 2009, Damon Beesley et Iain Morris ont confirmé que le film avait été commandé par Film4 Productions. L'intrigue tournera autour de quatre garçons de dix-huit ans qui partent en vacances à Malia en Crète.
Le tournage a commencé à Majorque en Espagne, le 19 février 2011.

## Bande originale
- Quicksand — Miles Kane
- No Problemo – Mike Skinner
- Mental Holiday (de Les Boloss : Loser attitude)
- Gimme Love – The Vines
- Blow (Cirkut Remix) — Ke$ha
- Stay Too Long – Plan B
- Introduce Yourself (de The Inbetweeners)
- We No Speak Americano (Radio Edit) – Yolanda Be Cool
- Nothing But Love (Radio Edit) – Axwell
- Fernando’s Theme – Mike Skinner
- You’re A Virgin (de The Inbetweeners)
- Twenty Euros – Mike Skinner
- Waving Not Drowning– Mike Skinner
- He Shoots He Scores (de The Inbetweeners)
- Clunge In A Barrel – Mike Skinner
- Twenty Miles – Deer Tick
- Feel So Close (Benny Benassi Remix) – Calvin Harris
- We Are Go – Mike Skinner
- MY KZ, YR BF (Grum Remix) – Everything Everything
- Moanatronic 5000 – Mike Skinner
- Whatever It Takes – Mike Skinner
- Two Man Job (de The Inbetweeners)
- Do It – Mike Skinner
- Party All Night (Sleep All Day) – Sean Kingston
- Gone Up In Flames – Morning Runner
- Pussay Patrol – Mike Skinner
- To The Pussay (de The Inbetweeners)